# Norbert Kerckhove
Norbert Kerckhove, nacido el 21 de octubre de 1932 en Meulebeke y fallecido el 4 de julio de 2006 en la misma ciudad, es un ciclista belga. Debutó en 1955 y se retiró en 1967.

## Palmarés
| 1957 - Omloop Het Volk - 1 etapa del Tour de Picardie 1959 - E3 Harelbeke 1960 - 1 etapa de A través de Flandes 1962 - Circuito de Houtland | 1963 - Omloop Mandel-Leie-Schelde 1964 - Gran Premio Jef Scherens - Omloop van de Vlasstreek 1965 - 1 etapa de la Vuelta a los Países Bajos |

## Resultados en las Grandes Vueltas y Campeonatos del Mundo
| Carrera         | 1955 | 1956 | 1957 | 1958 | 1959 | 1960 | 1961 | 1962 | 1963 | 1964 | 1965 | 1966 | 1967 |
| --------------- | ---- | ---- | ---- | ---- | ---- | ---- | ---- | ---- | ---- | ---- | ---- | ---- | ---- |
| Giro de Italia  | -    | -    | -    | -    | -    | Ab.  | -    | -    | -    | -    | -    | -    | -    |
| Tour de Francia | -    | -    | Ab.  | -    | -    | -    | -    | -    | -    | -    | -    | -    | -    |
| Vuelta a España | -    | Ab.  | -    | Ab.  | -    | -    | -    | -    | -    | -    | -    | -    | -    |
| Mundial en Ruta | -    | -    | -    | -    | -    | -    | -    | -    | -    | -    | -    | -    | -    |

-: no participa

Ab.: abandono